# Гордон, Дуглас (художник)
Дуглас Гордон (англ. Douglas Gordon; род. 1966, Великобритания, живёт и работает в Нью-Йорке, США) — художник, фотограф, режиссёр.

## Биография
Родился в Глазго 20 сентября 1966 года.
Изучал искусство сначала в школе искусств в Глазго в 1984—1988 годах, а затем — в Slade School of Fine Art Университетского колледжа Лондона в 1988—1990 годах. Его первая персональная выставка состоялась в 1986 году.
Гордон выиграл премию Тернера в 1996 году и в следующем году представлял Великобританию на Венецианской биеннале. В 2008 году Дуглас Гордон получил премию Roswitha Haftmann.

## Творчество
Многие работы Гордона посвящены памяти и используют повторение во множестве форм. Он использует существующие материалы и создает постановочное видео. Его работы часто переворачивают традиционное представление об использовании видео, путём игры с временем и использованием нескольких мониторов.
В одной ранней работе, Meaning and Location (1990), отрывок из Евангелия от Луки дается с запятой в разных местах, тем самым изменяя смысл предложения. List of Names (1990-present) — список людей, которых Гордон встречал и может вспомнить. Один из вариантов этого списка представлен на стене подъезда в Шотландской национальной галерее современного искусства. Одна из наиболее известных работ — «24 Hour Psycho» (1993), замедленное воспроизведение фильма «Психо» Альфреда Хичкока (фильм продолжался 24 часа). Feature Film (1999) — проекция собственного фильма Гордона. Художник также создал фильм о Зидане «Zidane, un portrait du 21e siècle». Помимо этого, Гордон снимает фотографии, часто серии, с небольшими отличиями между снимками.

### Выставки
- В 2005 году состоялась выставка в Deutsche Guggenheim Berlin под названием «The Vanity of Allegory».
- В 2006 году прошла персональная выставка художника «Timeline» в Музее современного искусства (MoMA) в Нью-Йорке.
- В 2006 году выставка художника «Superhumanatural», открылась в Национальной галерее Шотландии в Эдинбурге. Это была первая большая персональная выставка художника в Шотландии с того момента как он представил свою знаменитую работу «24 Hour Psycho» в Глазго в 1993 году. Одна из последних работ была представлена на шоу — кинематографический портрет футболиста Зидана. Впервые представленная на Каннском и Эдинбургском кинофестивалях в 2006 году, галерейная версия работы была недавно куплена Шотландской национальной галереей современного искусства.